# Dale Băsescu
Dale Allen Băsescu (n. 25 mai 1956, New York City, SUA – d. 11 iulie 2016) a fost un actor american de origine română, producător și compozitor.

## Viața
S-a născut în New York City, statul New York. Părinții lui au fost Ronald Băsescu (1933–1996) și Barbara născută Murphy (1929–2010). Familia lui s-a mutat în Colorado, când Băsescu avea trei ani. Soția lui, Shirley, a murit în somn, fiind însărcinată în 1992.
Dale Băsescu a murit pe 11 iulie 2016, decesul survenind în timp ce înota în piscină, probabil din cauza unui infarct.

## Filmografie

### Actor
- 2005 -- Hell's End - Trench Soldier
- 2006 -- The Other Side - Hell Escapee Sargent
- 2007 -- Art of Suicide - Gerry Hester
- 2007 -- Why Did I Get Married? - Banquet Guest #1 (nemenționat)
- 2007 -- House of Payne (serial TV) - polițist
- 2008 -- God Is Dead - Cate's Lawyer
- 2008 -- Manhattan Crack'r - Josh Whittington
- 2009 -- Grilling Bobby Hicks - Pastor Fox
- 2010 -- 1000 Ways to Lie (film de televiziune) - Căpitan
- 2010 -- All My Children (serial TV) - Neurolog
- 2011 -- Love Thy Enemy - Diz

### Compozitor
- 2008: God Is Dead